# UEFA Super Cup 1979
De UEFA Super Cup 1979 bestond uit twee voetbalwedstrijden die gespeeld werden in het kader van de UEFA Super Cup. De wedstrijden vonden plaats tussen de winnaar van de Europacup I 1978/79, Nottingham Forest FC, en de winnaar van de Europacup II 1978/79, FC Barcelona, op 30 januari en 5 februari 1980.
De eerste wedstrijd werd in City Ground gespeeld en eindigde in een overwinning voor Nottingham Forest FC. Later eindigde de tweede wedstrijd, in Camp Nou, in een gelijkspel. Zo sleepte Nottingham Forest FC de eerste Europese Supercup uit de geschiedenis van de club in de wacht.
Wedstrijddetails
|                       |                      |       |              |                                                                                 |
| 30 januari 1980 19:30 | Nottingham Forest FC | 1 – 0 | FC Barcelona | City Ground, Nottingham Toeschouwers: 23.807 Scheidsrechter: Adolf Prokop (DDR) |
| 30 januari 1980 19:30 | George 9'            |       |              | City Ground, Nottingham Toeschouwers: 23.807 Scheidsrechter: Adolf Prokop (DDR) |

| Nottingham | Barcelona |

| Nottingham Forest FC: |                |
|                       |                |
| GK                    | Peter Shilton  |
| RB                    | Viv Anderson   |
| CB                    | Martin O'Neill |
| CB                    | Larry Lloyd    |
| LB                    | Frank Gray     |
| RM                    | Kenny Burns    |
| CM                    | Stan Bowles    |
| LM                    | John Robertson |
| RW                    | Trevor Francis |
| CF                    | Garry Birtles  |
| LW                    | Charlie George |
| Coach:                |                |
| Brian Clough          |                |

| FC Barcelona:  |                    |            |
|                |                    |            |
| GK             | Pello Artola       |            |
| RB             | Rafael Zuviría     | Kreeg geel |
| CB             | Migueli            |            |
| CB             | Antonio Olmo       |            |
| LB             | Adjutori Serrat    |            |
| RM             | Quique Costas      |            |
| CM             | Jesús Landáburu    |            |
| CM             | Juan Manuel Asensi |            |
| LM             | Julián Rubio       |            |
| CF             | Allan Simonsen     | 88'        |
| CF             | Roberto Dinamite   | 86'        |
| Wisselspelers: |                    |            |
| FW             | Francisco Carrasco | 86'        |
| MF             | Juan José Estella  | 88'        |
| Coach:         |                    |            |
| Joaquim Rifé   |                    |            |

|                       |                             |       |                      |                                                                                             |
| 5 februari 1980 20:45 | FC Barcelona                | 1 – 1 | Nottingham Forest FC | Camp Nou, Barcelona Toeschouwers: 80.000 Scheidsrechter: Walter Eschweiler (West-Duitsland) |
| 5 februari 1980 20:45 | Roberto Dinamite 25' (pen.) |       | 42' Burns            | Camp Nou, Barcelona Toeschouwers: 80.000 Scheidsrechter: Walter Eschweiler (West-Duitsland) |

| Barcelona | Nottingham |

| FC Barcelona:  |                    |     |
|                |                    |     |
| GK             | Pello Artola       |     |
| RB             | Migueli            |     |
| CB             | Antonio Olmo       |     |
| LB             | Adjutori Serrat    | 77' |
| RM             | Juan José Estella  |     |
| CM             | Julián Rubio       |     |
| CM             | Tente Sánchez      |     |
| LM             | Juan Manuel Asensi |     |
| RW             | Allan Simonsen     |     |
| CF             | Roberto Dinamite   |     |
| LW             | Francisco Carrasco |     |
| Wisselspelers: |                    |     |
| MF             | Esteban Vigo       | 77' |
| Coach:         |                    |     |
| Joaquim Rifé   |                    |     |

| Nottingham Forest FC: |                |            |
|                       |                |            |
| GK                    | Peter Shilton  |            |
| RB                    | Viv Anderson   | Kreeg geel |
| CB                    | Larry Lloyd    | Kreeg geel |
| CB                    | Kenny Burns    |            |
| LB                    | Frank Gray     |            |
| RM                    | John McGovern  |            |
| CM                    | Stan Bowles    |            |
| LM                    | John Robertson |            |
| RW                    | Trevor Francis |            |
| CF                    | Garry Birtles  |            |
| LW                    | Charlie George |            |
| Wisselspelers:        |                |            |
| MF                    | Martin O'Neill | 69'        |
| Coach:                |                |            |
| Brian Clough          |                |            |

1972 · 1973 · 1974 · 1975 · 1976 · 1977 · 1978 · 1979 · 1980 · 1981 · 1982 · 1983 · 1984 · 1985 · 1986 · 1987 · 1988 · 1989 · 1990 · 1991 · 1992 · 1993 · 1994 · 1995 · 1996 · 1997 · 1998 · 1999 · 2000 · 2001 · 2002 · 2003 · 2004 · 2005 · 2006 · 2007 · 2008 · 2009 · 2010 · 2011 · 2012 · 2013 · 2014 · 2015 · 2016 · 2017 · 2018 · 2019 · 2020 · 2021 · 2022 · 2023 · 2024